# Le Dessous des cartes (film)
Pour l’article homonyme, voir Le Dessous des cartes.
Pour plus de détails, voir Fiche technique et Distribution.
Le Dessous des cartes (Manu, il contrabbandiere) est un film policier franco-italien réalisé par André Cayatte et Lucio De Caro en 1947 et sorti sur les écrans en 1948.

## Synopsis
Le banquier parisien Géraudy, responsable d'un scandale financier (lié à de faux chèques), fuit à Mantignes en Haute-Savoie, dans le secret espoir de passer la frontière italienne. Florence, sa femme, après avoir reçu une lettre de son mari, décide de ne pas le rejoindre malgré son annonce de vouloir se suicider sans sa venue. Géraudy se faisant passer pour un peintre en quête d'inspiration, fait la connaissance de Manu, jeune garagiste et taxi, ainsi que contrebandier à ses heures, qui pourra le guider dans la montagne. Florence rapidement manigance car une assurance-décès a été contractée sur son époux, et souhaiterait sa disparition ce qui éteindrait le scandale et pourrait lui faire gagner 50 millions de francs ; de plus, l'inspecteur Nansen quelque peu impliqué est missionné par cette dernière pour aller retrouver son mari du côté italien.
Manu et Géraudy font la traversée des sommets et le guide se fait payer avant de le laisser dans un refuge. Manu rencontre juste après Nansen, dans le premier village italien, qui essaie de lui tirer les vers du nez. Entre-temps, Madame Géraudy, avide de toucher la prime, a pris contact avec l'assureur pour savoir si elle est bien dans les clous en cas de disparition, toutefois elle apprend qu'un suicide intervenant avant deux ans et un jour ne pourrait déclencher l'indemnisation. Quelque temps plus tard dans le petit refuge, Géraudy est retrouvé par Manu, pendu alors qu'il n'était plutôt pas suicidaire. Ce dernier récupère pourtant sur place une lettre revendiquant son suicide, les talons de chèques recherchés par la police et le reste de son argent.
Dès son retour de son périple alpin, Manu confie la lettre à Fine, la fille de l'aubergiste, avec qui il entretient une relation de confiance voir plus du côté de Fine. Une enquête débute à partir du moment où le corps de Géraudy est retrouvé.

De son côté, Florence est allée sur place à Mantignes et elle rencontre Manu: une attirance se noue rapidement. L'inspecteur Nansen arrive au village haut-savoyard.

Alors suicide ou meurtre ? Qui tire les ficelles?

## Fiche technique
- Titre français : Le dessous des cartes
- Titre italien : Manu, il contrabbandiere
- Réalisation : André Cayatte, Lucio De Caro
- Scénario : André Cayatte, Hélène Mercier, Giuditta Cecchi, Orio Vergani s'inspirant de loin de l'affaire Stavisky
- Adaptation : Louis Chavance et Charles Spaak
- Dialogues : Bernard Zimmer
- Assistant réalisateur : Christian Gaudin
- Images : Armand Thirard
- Opérateur : Louis Née, assisté de Jean Dicop
- Photographe de plateau : Lucienne Chevert
- Décors : René Moulaert
- Montage : René Le Hénaff
- Son : William-Robert Sivel
- Production : Flaminia-Films, Régina et Gladiator-Films
- Directeur de production : Charles Smadia
- Distribution : Gray-Films
- Pays de production :  France -  Italie
- Procédé : Noir et blanc
- Format :  1,37:1 - 35 mm - Son mono
- Réalisation dans les studios I.C.E.T
- Genre : Drame policier
- Durée : 86 min
- Date de sortie :
  - France : 22 septembre 1948
- Numéro de visa : 7385

## Distribution

### Version française
- Madeleine Sologne : Florence Géraudy, la femme du banquier véreux
- Serge Reggiani : Manuel Ambrozini, dit "Manu", le jeune contrebandier
- Paul Meurisse : l'inspecteur de police Nansen, ami de Florence
- Janine Darcey : Fine, la fille de l'aubergiste et petite amie de Manu
- Enrico Glori : Claude Géraudy, le banquier véreux en fuite
- Gabrielle Fontan : la mère de Florence
- Paul Faivre : le maire du village
- René Blancard : le brigadier
- Édouard Delmont : l'aubergiste
- Léonce Corne : le juge d'instruction
- André Carnège : M. Welcot, le représentant des assurances
- Paul Demange : le reporter radio
- René Bourbon : le docteur Pierre, médecin légiste

### Version italienne
- Serge Reggiani : Manuel Ambrozini, dit "Manu", le jeune contrebandier
- Adriana Benetti : Pina
- Elsa De Giorgi : Florence Géraudy, la femme du banquier véreux
- Enrico Glori : Claude Géraudy, le banquier véreux en fuite
- Pina Renzi : La mère de Florence
- Domenico Viglione Borghese : le juge
- René Blancard : le brigadier
- Paul Meurisse : l'inspecteur de police Nansen, ami de Florence
- Vittorio Caprioli : Le jeune homme au bal de l'hôtel
- Édouard Delmont : le père de Pina
- André Carnège : le représentant des assurances
- Paul Demange

## Réception
André Cayatte est encore un jeune réalisateur peu connu. Le film ne rencontre pas un grand succès.